# Station Dąbrówka Wielka
Station Dąbrówka Wielka is een spoorwegstation in de Poolse plaats Piekary Śląskie.